# ملون

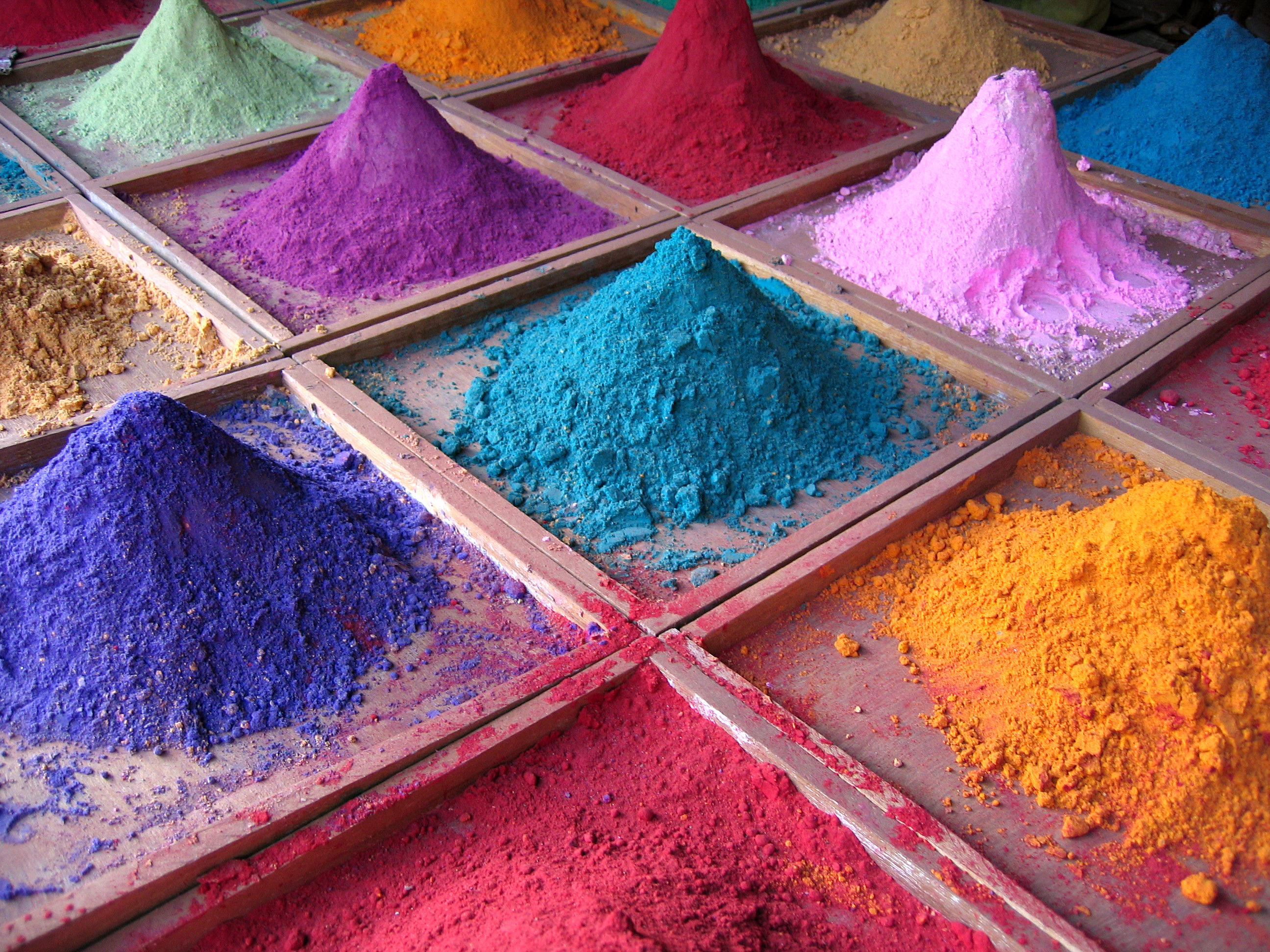

الملوّنات هي مواد تغير أو تضفي لونًا إلى الجسم الملون بها. فالملونات هو مصطلح قياسي للمواد الحاملة للون بما فيها الأصبغة، و الأصبغة المرسَبّة، والخضب، إلخ.
ويمكن أن تكون الملونات:
- أصبغة
- خضب
- خضب حيوية
- أحبار
- طلاء
- مواد كيميائية ملوَنة
- ملونات غذائية

يمكن للملونات أن تضيف اللون الأبيض لتمشج الطلاء (مَشَجَ: خلط لتخفيف اللون)، أو إضافة الأسود لتعتيم اللون، وهذا يغير اللون أو إضاءته.